# Kaskoversicherung
Die Kaskoversicherung (von spanisch casco ‚Schiffsrumpf‘) ist eine Versicherung gegen Schäden am Kraftfahrzeug, Flugzeug, Schiff oder Fahrrad. Sie zahlt bei Beschädigung, Zerstörung oder Verlust des versicherten Gegenstands. Bei den Autoversicherungen unterscheidet man die Teilkasko- und die Vollkaskoversicherung. Im Gegensatz etwa zur Kfz-Haftpflichtversicherung ist die Kaskoversicherung in Deutschland, Österreich und der Schweiz keine Pflichtversicherung. Auf die Schiffs-, Flugzeug und Fahrradkasko wird hier nicht weiter eingegangen.

## Begriffshistorie
Im Spanischen bedeutet casco unter anderem „Schiffsrumpf“; in der Seemannssprache steht Casco oder Kasko für den fertigen, schwimmfähigen Rumpf ohne die enthaltene Technik, im Gegensatz zum Cargo, also der Ladung. Die Versicherung von Schiffen gegen diverse Gefahren hat lange Tradition und erfolgte schon weit vor der Erfindung der Dampfmaschine und des Kraftfahrzeugs. Heutzutage wird unter einer Kaskoversicherung meist die Vollkasko- oder Teilkaskoversicherung von Kraftfahrzeugen verstanden.

## Teilkaskoversicherung

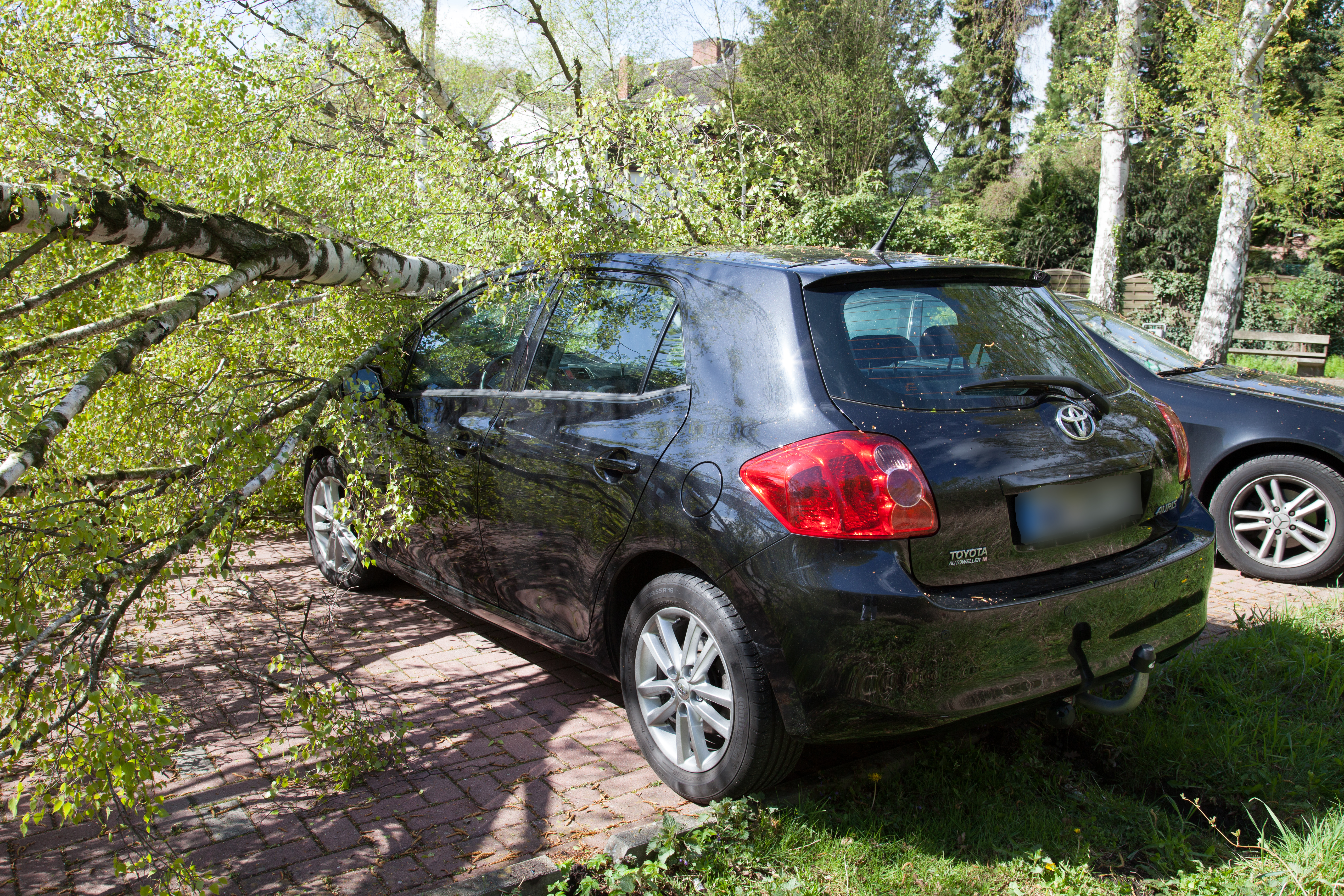
Schaden an einem Auto durch umgestürzten Baum nach einem Sturm

Die Teilkaskoversicherung ist eine freiwillige Zusatzversicherung, die Schäden am eigenen Fahrzeug abdeckt.
Im Gegensatz zu der gesetzlich vorgeschriebenen Haftpflichtversicherung kann diese Art der Absicherung freiwillig abgeschlossen werden, es besteht also jederzeit die Möglichkeit, den Teilkaskoschutz einzuschließen oder auch auszuschließen. Manche Versicherungsgesellschaften binden den Teilkaskoschutz allerdings an die Hauptfälligkeit der Kfz-Haftpflichtversicherung, sodass diese mindestens ein Jahr bestehen muss.
Durch eine Teilkaskoversicherung ist man in folgenden Fällen versichert:
- Brand oder Explosion
- Diebstahl inklusive Einbruchteilediebstahl oder Raub
- Glasbruchschäden
- Schäden der Verkabelung durch Kurzschluss (Schmorschäden)
- Marderbiss ohne Folgeschäden oder mit Folgeschäden, ggf. bis zu einem maximalen Betrag oder in unbegrenzter Höhe.

- Unmittelbare Einwirkung von Sturm, Hagel, Blitzschlag oder Überschwemmung. Eingeschlossen sind Schäden, die dadurch verursacht werden, dass durch diese Naturgewalten Gegenstände auf oder gegen das Fahrzeug geworfen werden. Ausgeschlossen sind Schäden, die auf ein durch diese Naturgewalten veranlasstes Verhalten des Fahrers zurückzuführen sind. Die Anerkennung eines Unwetterschadens bedarf der Bestätigung durch ein Wetteramt. Darüber hinaus können Schäden aber auch anerkannt werden, wenn im näheren Umfeld des Schadensortes oder der Region weitere Schäden mit ähnlichem Schadensbild gemeldet worden sind. Ein klassisches Beispiel hierzu liefert der Hagelschaden. Hier ist es nicht immer so, dass Wetterämter wie z. B. der Deutsche Wetterdienst (DWD) Hagelereignisse bestätigen können. Hier sind andere beschädigte Fahrzeuge aus der näheren Umgebung, die durch Hagel beschädigt wurden, als Beweis ausreichend für die Schadensregulierung. Dies gilt im Übrigen auch für Schäden in anderen Sachsparten.

- Zusammenstoß mit Haarwild, während das Fahrzeug in Bewegung ist. In den Basistarifen ist zu beachten, dass dies in der Regel nur für Haarwild nach dem Bundesjagdgesetz gilt. Das Oberlandesgericht Frankfurt am Main hat zum Beispiel entschieden, dass ein Zusammenstoß mit einem Rentier in Norwegen keinen Kaskoschaden darstellt, da Rentiere nicht unter das BJagdG fallen.[1] Bessergestellte Tarife haben einen erweiterten Deckungsumfang und bieten so erweiterten Versicherungsschutz. Meist sind dann auch Zusammenstöße mit Pferden, Rindern, Schafen, Ziegen, Hunden oder Katzen versichert. Des Weiteren sind Erweiterungen wie alle Wirbeltiere oder Vögel geläufig.

Die Jahresbeiträge der Teilkaskoversicherung richten sich beim Pkw nach der Typenklassen-Einstufung.
Bei der Teilkaskoversicherung wird (im Gegensatz zur Vollkaskoversicherung) kein Schadensfreiheitsrabatt berücksichtigt. Zu beachten ist aber, dass bei Vertragsabschluss nach Vorschäden in den vergangenen 24 Monaten gefragt wird. Dabei wird neben Schäden in der Haftpflicht- und der Vollkaskoversicherung auch nach Teilkaskoschäden gefragt. Liegt ein Teilkaskoschaden in den letzten 24 Monaten vor, ist dieser zwar nicht relevant für eine Rückstufung in den schadensfreien Jahren (Teilkasko ist immer frei von schadensfreien Jahren), jedoch ist diese Angabe tarifierungsrelevant und beeinflusst die Höhe der Versicherungsprämie. Das heißt mit anderen Worten: Mit einem Teilkaskoschaden im erfragten Zeitraum (24 Monate) verteuert sich hintergründig die Versicherungsprämie aufgrund des erhöhten Risikos für den Versicherer. Die Höhe des Beitrags hängt unter anderem auch vom Fahrzeugtyp (Typklasse), der Regionalklasse und von der Postleitzahl des Halters ab. Auch werden noch weitere Tarifierungsmerkmale zugrunde gelegt, von denen die Versicherungsprämie maßgeblich abhängt. Zu nennen sind unter anderem:
- die jährliche Kilometerleistung,
- das Alter des Fahrzeugs bei Zulassung auf den Versicherungsnehmer,
- das Alter der Personen des Fahrerkreises; insbesondere Fahrer unter 23 bzw. 25 Jahren werden häufig als großes Risiko eingestuft und sind daher maßgeblich für die Prämienhöhe relevant.

Durch die Vereinbarung einer Selbstbeteiligung reduziert sich die Versicherungsprämie. Ebenfalls wird sie durch Vereinbarung einer Werkstattbindung reduziert.
In Deutschland gibt es ungefähr 19,7 Millionen Kfz-Teilkaskoverträge (Stand: 2019). Die durchschnittliche Teilkaskoversicherung kostet rund 87 Euro im Jahr (Stand: 2019). Einem Beitragsvolumen von 1,678 Milliarden Euro standen 2019 insgesamt Schadenaufwendungen in Höhe von 1,097 Milliarden Euro gegenüber.

## Vollkaskoversicherung
Die Vollkaskoversicherung ist eine freiwillige Zusatzversicherung zur Ergänzung der gesetzlich vorgeschriebenen Kfz-Haftpflichtversicherung. Sie deckt nur Schäden ab, die am eigenen Kraftfahrzeug entstehen und schließt den Versicherungsschutz der Teilkaskoversicherung mit ein. Dabei handelt es sich rechtlich um zwei eigenständige Vertragsteile. 
In der Vollkaskoversicherung kann der Versicherungsnehmer unterschiedliche Selbstbeteiligungen für die Vollkasko- und Teilkaskoversicherung wählen.
- Schäden aus der Teilkaskoversicherung führen nicht zur Belastung des Schadenfreiheitsrabattes der Vollkaskoversicherung.

In der Vollkaskoversicherung sind in Ergänzung zur Teilkaskoversicherung folgende Schäden versichert:
- Vandalismusschäden
- Selbst- oder auch fremdverschuldete Schäden am eigenen Fahrzeug, zum Beispiel ein Schaden durch ein nicht deliktsfähiges Kind. 
  - In der Schweiz gibt es die Besonderheit, dass bei fehlender Haftpflichtversicherung und gleichzeitiger Zahlungsunfähigkeit des Unfallgegners der Nationale Garantiefonds eintritt.[3]

Weitere Berechnungsmerkmale für die Beiträge (Versicherungsprämien) sind neben dem SFR auch die Höhe der Selbstbeteiligung, die Typenklasseneinstufung und der Wohnort des Versicherungsnehmers, der die Regionalklasse bestimmt.
Mit dem Abschluss einer Vollkaskoversicherung gehen bestimmte Pflichten und Obliegenheiten einher.
- Pflichten im Schadensfall:
  - Korrekte Angaben in der Schadenanzeige
  - Pflicht zur Aufklärung bei einem Unfall.
  - Pflicht zur Schadenminderung (Beispiel: Nach einem Glasbruch durch Abdeckung der Scheibe das Eindringen von Regenwasser verhindern.)

In Deutschland gibt es ungefähr 29 Millionen Kfz-Vollkaskoverträge (Anzahl der Risiken, Stand: 2017). Die durchschnittliche Vollkaskoversicherung kostet rund 325 Euro im Jahr (Stand: 2017). Die Summe der Schadensleistungen betrug 2017 rund 8 Milliarden Euro.
Eine Sonderform ist die Dienstreisekaskoversicherung, mit der ein Arbeitgeber Schäden an einem Fahrzeug des Arbeitnehmers abdecken kann, wenn dieser im Auftrag des Arbeitgebers und im Rahmen des Arbeitsverhältnisses sein Privatfahrzeug nutzt und der Versicherungsfall eintritt.

## Ausschlüsse
- Grobe Fahrlässigkeit: Jedoch nur noch mit Einschränkungen nach dem neuen VVG, das 2008 in Kraft trat. Hier darf der Versicherer seine Leistungen nur noch nach der Schwere des Verschuldens des Versicherungsnehmers kürzen (Quotelung). Bei alkoholbedingter Fahruntüchtigkeit kommt auch nach neuem Recht Regress des Versicherungsnehmers seitens des Versicherers in Frage. Die absolute Fahruntüchtigkeit tritt nach BGH-Rechtsprechung ab einer Blutalkoholkonzentration von mehr als 1,1 Promille ein. In diesem Fall ist eine hundertprozentige Kürzung der Leistungen im Kaskobereich möglich. Im Bereich Kfz-Haftpflicht ist es dem Versicherer aufgrund des Opferschutzgedankens nicht möglich, die Leistung zu kürzen oder zu versagen. Jedoch kann der Versicherer den Versicherungsnehmer in Regress nehmen. Die Regressmöglichkeit des Versicherers ist auf 5.000 Euro begrenzt, allerdings kann der Regress additiv zur Anwendung kommen, z. B. bei Fahrerflucht in Verbindung mit Alkohol. Hier wäre ein Regress bis zu 10.000 Euro möglich. Manche Versicherer verzichten mittlerweile auf den Einwand der groben Fahrlässigkeit. Das gilt jedoch nicht für Schäden, die unter Alkohol- und Drogeneinfluss zu Stande gekommen sind.[5]
- Vorsatz
- Rennen
- reine Reifenschäden (manche Tarife schließen Reifenschäden ein)[6]
- Erdbeben, Kriegsereignisse, innere Unruhen, Maßnahmen der Staatsgewalt (Erdbeben sind aber teilweise selbst bei Online-Versicherern eingeschlossen)[7]
- Schäden durch Kernenergie